# AKBingo!
AKBingo! (エーケービンゴ?) fue un espectáculo de variedades japonés que tuvo como protagonistas a los miembros del grupo, AKB48. El programa fue estrenado el 1 de octubre de 2008 y fue presentado por el dúo cómico Woman Rush Hour. Fue transmitido de forma semanal por Nippon Television, teniendo como tema de apertura el sencillo Aitakatta de AKB48. En cada episodio, los miembros de AKB48 y, en ocasiones sus grupos hermanos, participan en actividades que incluyen cuestionarios, deportes y segmentos de noticias. Ha tenido adaptaciones de otros grupos como Nogibingo! y Keyabingo!, y más recientemente Setobingo! en 2018.
Durante los primeros 395 episodios, los presentadores del programa fueron el dúo Bad Boys (Kiyoto Ōmizo y Masaki Sata), quienes fueron reemplazados por Woman Rush Hour (Daisuke Muramoto y Paradise Nakagawa), el 28 de junio de 2016. A partir del episodio 414, se introdujeron un nuevo tema y logotipo. El programa fue cancelado en 2019.

## Elenco
Presente
- Daisuke Muramoto - Woman Rush Hour/Anfitrión (28 de junio de 2016 - presente)
- Paradise Nakagawa - Woman Rush Hour/Anfitrión (28 de junio de 2016 - presente)
- AKB48[4]
- SKE48[5]
- NMB48 (2 de febrero de 2011 - presente)
- HKT48     (2012 - presente)
- NGT48 (2015 - presente)
- STU48     (2017 - presente)

Anterior
- Junji Takada - Anfitrión (25 de enero de 2008 - 27 de mayo de 2008)
- Kiyoto Ōmizo - Bad Boys/Anfitrión (25 de enero de 2008 - 21 de junio de 2016])
- Masaki Sata - Bad Boys/Anfitrión (25 de enero de 2008 - 21 de junio de 2016)[6]

## Versiones internacionales

### China
La versión china, SNHello, está compuesta por los miembros de SNH48 y no por uno de los grupos hermanos de AKB48 fuera de Japón. El programa se transmite en línea todos los viernes desde 4 de julio de 2014, pero a veces la red ofrece algunos adelantos los jueves.

### Indonesia
La versión indonesa, IClub48, es protagonizada por el grupo JKT48, el cual fue el primer grupo hermano de AKB48 fuera de Japón. Su anfitrión es Brandon Nicholas. La serie se transmite en NET. y redes alrededor de Indonesia todos los sábados y domingos a las 16:00 WIB hasta las 17:00 WIB.